# 헤비즈호

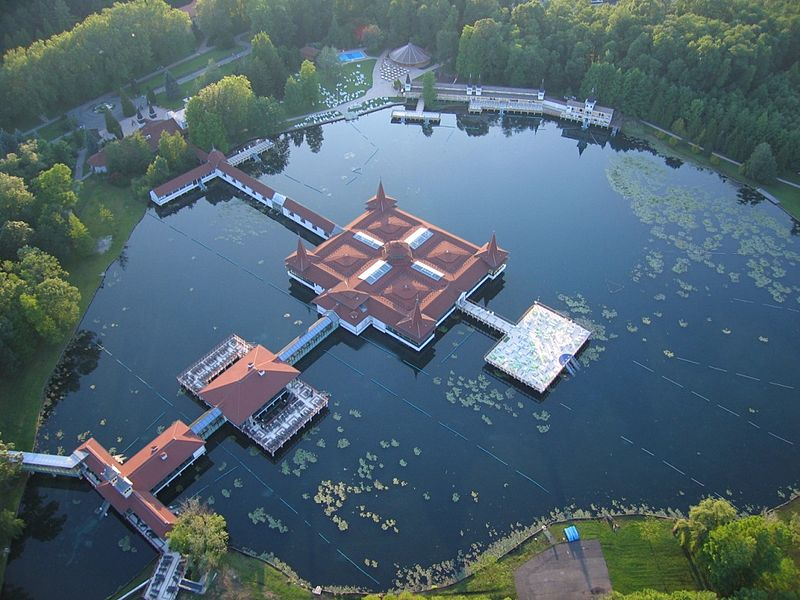
헤비즈호

헤비즈호(헝가리어: Hévízi-tó)는 헝가리 절러주 헤비즈에 있는 온천 호수다. 벌러톤호 서쪽 끝 근처에 있으며 케스트헤이에서 약 8 킬로미터 (5 마일) 떨어져 있다.
뉴질랜드의 프라잉팬호에 이어 세계에서 두 번째로 큰 온천 호수로, 수영 가능한 호수로는 제일 크다. 면적은 약 47,500 제곱미터 (511,286 ft2)이다. 물의 흐름이 매우 강하고 호수의 물은 72시간마다 완전히 보충된다. 최소 깊이는 2m이고 최대 깊이는 38m로, 바로 뜨거운 온천수가 표면으로 나오는 지점이다.